# 伊波拉醬

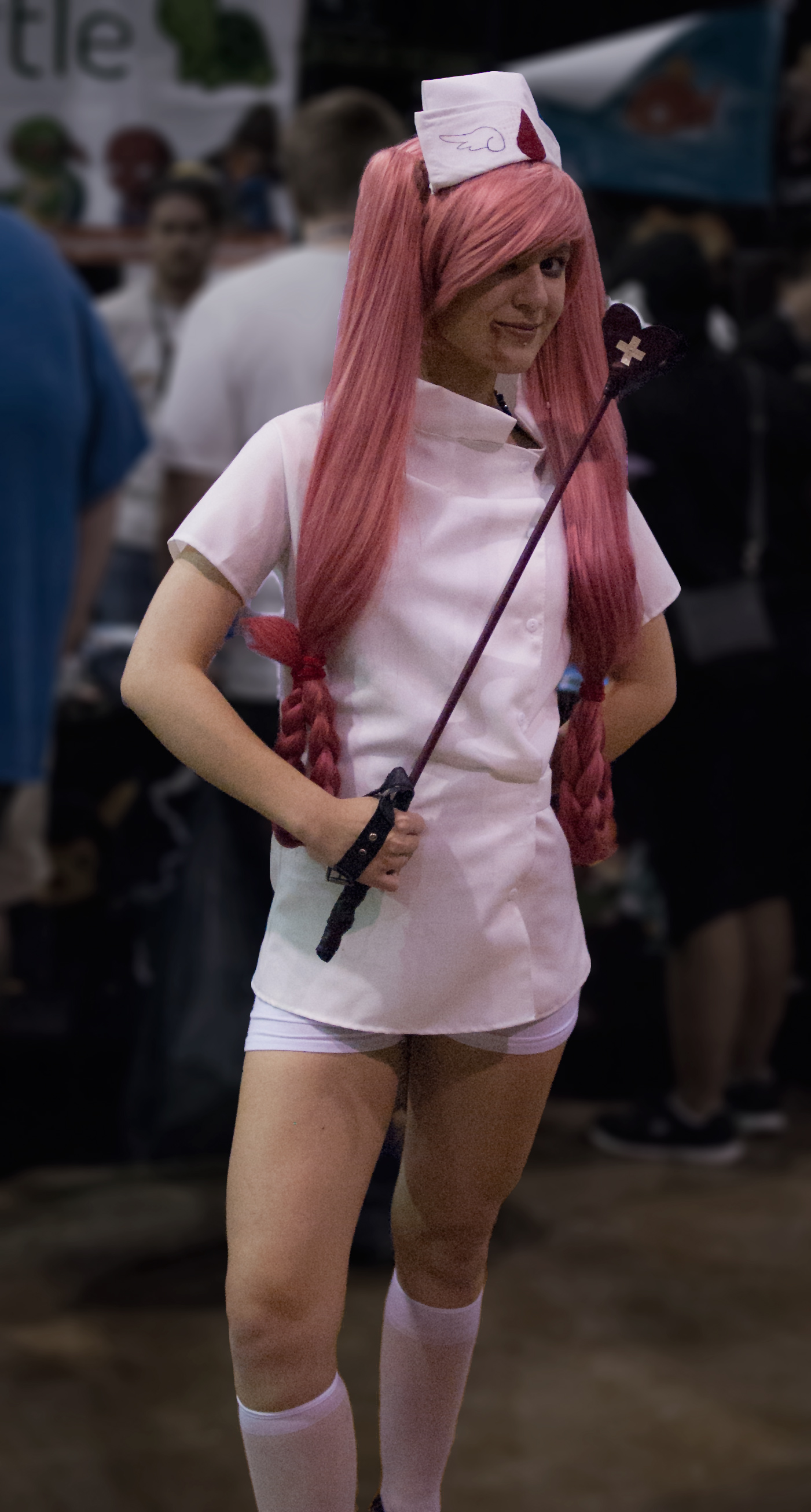
伊波拉醬cosplay

伊波拉醬（Ebola-chan）是2014年在4chan等處廣泛流傳的網絡迷因，主要指伊波拉出血熱的病原體伊波拉病毒的萌擬人化圖像角色。

## 背景
2014年，伊波拉病毒疫情在西非爆發。首例病例於2013年12月在幾內亞出現。隨後，疫情蔓延至鄰國賴比瑞亞和塞拉利昂， 奈及利亞和馬利也相繼爆發。 這場疫情隨後得到了全球媒體的廣泛報道，公眾對病毒及其傳播的認識和擔憂也隨之加深。

## 歷史
「伊波拉醬」meme廣泛使用的圖像最初來源於日本社交媒體pixiv。2014年8月7日，圖像在4chan的/pol/板流傳，Reddit、Facebook的網民隨後開始使用，在deviantART上亦受到關注。每當有人上載這meme，其他用戶就會回覆「我愛你，伊波拉醬」或是「謝謝你，伊波拉醬」，以免遭遇痛苦或死亡；亦有人在「伊波拉醬」登場的帖文中發表「希望伊波拉消滅整個非洲，攻擊其他大陸及人群，甚或移走人形動物」等對非洲人構成種族歧視的言論或是陰謀論。網民亦將這meme帶出4chan，部分用戶在尼日利亞網絡討論區Nairaland故意發放「伊波拉医師是異端教徒」、「白人散播病毒」等虛假訊息，配以伊波拉醬的圖像，試圖向尼日利亞人灌輸陰謀論。有4chan用戶宣稱歐美出現向「伊波拉魔鬼」或「女神」祈禱的「新型種族主義者」，並發布伊波拉醬圖像前擺有祭壇的照片，試圖令尼日利亞人相信確有其事。《20分鐘報》指這類陰謀論實際上已在尼日利亞迅速傳開。
4chan管理員未回覆傳媒關於部分人用伊波拉醬騷擾他人的查詢，但傳媒發現他們已開始採取新行動，管理相關帖文。
2014年10月9日，麻省East Longmeadow的一名男性遛狗時發現一個可疑祭壇，祭壇擺放有伊波拉醬的圖像、未點燃的蠟燭及不知何意的文字與符号。警察推測祭壇可能是血月崇拜的產物，但表示亦可能與伊波拉病毒有關。祭壇隨後被移走。

## 描述
角色畫風為動畫少女，大眼，粉色雙馬尾，頭髮末端如病毒般彎曲；身穿護士服，手持滿是血跡的頭蓋骨。部分西方傳媒稱角色為白人女性。

## 評價
《華盛頓郵報》的Caitlin Dewey Rainwater形容「伊波拉醬」是「惡趣味、無聊笑話及種族歧視的混合體」。
RT電視台將「伊波拉醬」列入「10則最不合理的伊波拉出血熱爆發陰謀論」之一。
Vice分析認為，與「武器化meme」ISIS醬不同，伊波拉醬設計意圖即是要冒犯他人。
Business 2 Community的Austin Fracchia評價，伊波拉醬的頭髮末端形如伊波拉病毒是「有創意的好筆觸」。

## 大眾文化
《病嬌模擬器》藏有「伊波拉模式」彩蛋，可將遊戲主角的外表變為伊波拉醬。